# Dog City
Dog City är en amerikansk-kanadensisk tecknad TV-serie med antropomorfa hundar som visades mellan 1992 och 1995 på Fox i USA och i Kanada på Global 1993, senare ända till Teletoon 2000. Serien visar både animering utörd av Nelvana, Bardel Entertainment, Fox Kids och marionettdockor utförda av Jim Henson Productions. De animerade delarna av serien fokuserar på hunddetektiven Ace Hart samtidigt styrs Aces liv av animatören Eliot Shag i form av spelfilm i scenerna i Eliots tecknarbord. Både Ace och Eliot är schäferhundar.

## Dog City i Sverige
I Sverige visades serien på barnprogrammet KTV på Filmnet och senare på Kanal 5 under mitten av 1990-talet.

## Svenska röster
- Ace - Steve Kratz
- Rosie - Louise Raeder
- Eliot Shag - Peter Sjöquist
- Övriga röster:
- Andreas Nilsson
- Mattias Knave
- Gunnar Ernblad
- Annica Smedius
- Staffan Hallerstam

## Avsnitt

### Säsong 1
- 1.The Big Squeak
- 2.Taming of the Screw
- 3.Meat the Butcher
- 4.Disobedience School
- 5.The Dog Pound
- 6.Radio Dazed
- 7.The Bloodhound
- 8.Adventures in Puppysitting
- 9.Ya Gotta Have a Heart
- 10.In Your Dreams
- 11.Rocketship K-9
- 12.Cats 'n' Dogs
- 13.Is It Arf?

### Säsong 2
- 14.Boss Bruiser
- 15.Springer Fever
- 16.Much Ado About Mad Dog
- 17.Of Mutts and Mayors
- 18.Who Watches the Watchdog?
- 19.The Great Dane Curse
- 20.Out of the Mouths of Pups
- 21.Farewell My Rosie
- 22.Old Dogs New Tricks
- 23.Sick as a Dog

### Säsong 3
- 24.The New Litter
- 25.Doggy See Doggy Do
- 26.Comedy of Horrors
- 27.Howl the Conquering Hero
- 28.Reduce, Re-Use, Retrieve
- 29.Future Schlock
- 30.No Pain, No Brain
- 31.Dog Days of Summer Vacation